# سالور

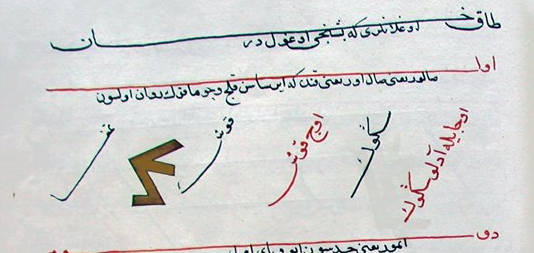
تمغای سالور، سلجوقنامه

سالور، سالر یا سَلغُر (تُرکی استانبولی: Salır) گروهی از تُرکان اغوز و یک زیر شاخه از فدراسیون قبیله‌ای اوچ اوخ (Üçok) بود. اصالت قرامانیان قرون وسطی در آناتولی به شعبه قرامان از  سالور بود. اتابکان فارس، یک سلسله از مبدأ تُرکمن سالور بود. قبیله فعلی سالور ترکمن در ترکمنستان، ازبکستان، افغانستان، عراق و ایران، و همچنین ملیت سالار در چین ادامه تبار از سالور هستند.
با افول امپراطوری سلجوقی، و تأسیس دولت اتابکان فارس در فارس و عراق در قرن هفتم هجری سَلغُریان در بازسازی دیگر دولت‌های ترکمن در آناتولی پشتیبانی کردند. سالور قازان، یکی از قهرمانان در داستان‌های حماسی «دده قورقود» یک سالور است. برخی سالورها هنوز هم در شرق میانه و آسیای مرکزی زندگی می‌کنند.
تکلو از تبار سالورها هستند.
ایل تکلو در آنتالیا ساکن و در دوران فترت سلاجقه روم، در بِیگ‌نشین تکه (Tekeoğulları Beyliği) حاکم بودند.[۲۲] این ایل در تکلوها شاه اسماعیل صفوی همراه با شش ایل بزرگ تُرکمان (ایل افشار، ایل شاملو، ایل استاجلو، ایل ذوالقدر، ایل روملو و ایل قاجار) از آناتولی عثمانی به ایران آمدند و پایه‌های دودمان صفوی را بنیاد گذاردند. ترکان تکلو از طوایف بزرگ قزلباش بودند که از تکه ایلی (آنتالیا) مهاجرت خود را به ایران در دهة دوم سدهٔ دهم آغاز کردند.[۲۳] یکی از سران این طایفه، به نام حسن خلیفه (پدر شاه قلی بابا) به خدمت شیخ حیدر، پدر شاه اسماعیل اول رسید و در حلقه مریدان خاص وی داخل شد. شیخ حیدر او را مأمور کرد که به ولایت خود بازگردد و به ترویج مذهب تشیع و گرد آوردن مریدان همت گمارد. حسن بیگ روملو، مورخ احسن التواریخ می‌نویسد: حسن خلیفه دو نوبت به خدمت شیخ حیدر آمد. آن حضرت او را با چهل نفر از صوفیان به چله خانه فرستاد و هر یک ایشان را یه کوزه آب و قرصی نان همراه کرد تا در اربعین به این مقدار غذا قناعت کنند. بعد از انقضای مدت که از چله خانه بدر آمدند، همه صوفیان توشه خود به کار برده بودند الا حسن خلیفه که آنچه برده بود به خدمت قطب زمانه آورد. مرشد کامل او را رخصت داده روانه ولایت تکه ایلی گردانید. چون بدان دیار رسید در منزل خود نزول نمود. پیره سنان که یکی از صوفیان سلطان حیدر بود، به حضار مجلس گفت که حسن خلیفه آمد، ولی آتش سوزان در ولایت تکه ایلی آورد … و از وی خوارق عادات سر می‌زد و مردم تابع او می‌شدند.
حسن خلیفه بابا در غاری نزدیک محل زندگی خود به عبادت می‌پرداخت، از این رو در آناتولی به سرعت شهرت فراوانی یافت. او توانست مریدان زیادی را به درگاه خود جذب کند، در این اثنا به تعلیم فقه به شاهقلی هم می‌پرداخت. شهرت پدر و پسر به گوش سلطان بایزید دوم هم رسید بود و سلطان چندین بار برای گرفتن دعا نزد حسن خلیفه بابا رفته و از او طلب دعا در درگاه پروردگار کرده بود و هر سال، برای حسن خلیفه بابا شش تا هفت هزار سکه برای گرفتن دعا می‌فرستاد.[۲۴]
شاهقلی بابا تکلو
(به ترکی استانبولی: Şah Kullu]] Baba Tekeli]]) از ایل تُرکمان تکلو رهبر شورش علویان طرفدار صفویه در آناتولی (به انگلیسی: Şahkulu rebellion)و شخصیت کاریزماتیک ترکمانان قزلباش،از اهالی روستای یالیملی در منطقه کرکت اِلی در شهر آنتالیا بود. ایل تُرکمان تِکِلو در ولایت تِکِه (آنتالیای کنونی در ترکیه، به انگلیسی: Sanjak of Teke) ساکن و در دوران فترت سلجوقیان روم،در بیگ‌نشین تکه (Tekeoğulları Beyliği) حاکم بودند.این ایل در زمان شاه اسماعیل صفوی همراه با شش ایل بزرگ تُرکمان (ایل افشار، ایل شاملو، ایل استاجلو، ایل ذوالقدر، ایل روملو و ایل قاجار) از آناتولی عثمانی به ایران آمدند و پایه‌های دودمان صفوی را بنیاد گذاردند. تکلوها از طوایف بزرگ قزلباش بودند که از تکه ایلی (آنتالیا) مهاجرت خود را به ایران در دهه دوم سده دهم آغاز کردند. یکی از سران این ایل، به نام حسن خلیفه تکلو، معروف به قرابِیِق (پدر شاه‌قلی بابا) از جانب شیخ جُنَید و شیخ حیدر صفوی از آذربایجان مأمور تبلیغ مذهب شیعه و خاندان شیخ صفی الدین اردبیلی در تکه ایلی شده بود. حسن بیگ روملو، مورخ احسن التواریخ می‌نویسد، حسن خلیفه دو نوبت به خدمت شیخ حیدر پدر شاه اسماعیل اول رسیده و در حلقه مریدان خاص وی داخل شده‌است. شیخ حیدر او را مأمور کرد که به ولایت خود بازگردد و به ترویج مذهب تشیع و گرد آوردن مریدان همت گمارد. 

بیگ‌نشین قرامانیان در آناتولی سال1450 میلادی